# Crupina
Crupina là một chi thực vật có hoa trong họ Cúc (Asteraceae).

## Loài
Chi Crupina gồm các loài: